# Christopher Guest
Christopher Haden-Guest, 5. Baron Haden-Guest, známý jako Christopher Guest, (* 5. února 1948 New York) je anglo-americký scenárista, skladatel, hudebník, režisér, herec a komik, který má britské i americké občanství. Je držitelem dědičného titulu peer jako 5. Baron Haden-Guest. Veřejně vyslovil touhu přeměnit Sněmovnu lordů na demokraticky volenou komoru. Krátce byl až do její reformace v roce 1999 aktivním členem Sněmovny lordů.

## Filmografie
- The Hot Rock (1972) – jako policista
- Death Wish (1974) – jako Jackson Reilly
- The Fortune (1975) – jako přítel chlapce
- The Billion Dollar Bubble (1976)
- Girlfriends (1978) – jako Eric
- The Long Riders (1980) – jako Charley Ford
- Heartbeeps (1981) – jako Calvin
- Million Dollar Infield (1982) – jako Bucky Frische
- Hraje skupina Spinal Tap (1984) – jako Nigel Tufnel (také scenárista)
- Little Shop of Horrors (1986)
- Beyond Therapy (1987) – jako Bob
- The Princess Bride (1987)
- The Big Picture (1989) – (pouze scenárista a režisér)
- A Few Good Men (1992) – jako Dr. Stone
- Waiting for Guffman (1996) – jako Corky St. Clair (také scenárista a režisér)
- Almost Heroes (1998) (pouze režisér)
- Small Soldiers (1998) – Slamfist/Scratch-It (pouze hlas)
- Best in Show (2000) – jako Harlan Pepper (také scenárista a režisér)
- A Mighty Wind (2003) – jako Alan Barrows (také scenárista a režisér)
- Mrs Henderson Presents (2005) – jako Lord Cromer
- For Your Consideration (2006) – jako Jay Berman (také scenárista a režisér)
- Spongebob v kalhotách (2007) – jako Stanley S. SquarePants (pouze hlas)
- Night at the Museum: Battle of the Smithsonian (2009) – jako Ivan Hrozný
- Umění lhát (2009) – jako Nathan Goldfrappe
- Family Tree (seriál HBO) (2013) (scenárista a režisér)